# Brachystelma sandersonii
Brachystelma sandersonii är en oleanderväxtart som först beskrevs av Daniel Oliver, och fick sitt nu gällande namn av Nicholas Edward Brown. Brachystelma sandersonii ingår i släktet Brachystelma och familjen oleanderväxter. Inga underarter finns listade i Catalogue of Life.